# Casatisma
Casatisma – miejscowość i gmina we Włoszech, w regionie Lombardia, w prowincji Pawia.
Według danych na rok 2004 gminę zamieszkuje 856 osób, 171,2 os./km².